# TEST DRIVE featuring JASON DERULO
「TEST DRIVE featuring JASON DERULO」（テストドライブ フィーチャリング ジェイソン デルーロ）は、赤西仁の全米1枚目のシングル。2011年11月8日にワーナーミュージック・ジャパンから音楽配信限定発売。
アメリカ合衆国の歌手ジェイソン・デルーロとのコラボレーション作で、プロデュースはJ.R.ロテムが手掛けている。
原則としてジャニーズ事務所所属のアーティストの楽曲を流さないFM802でも、本楽曲は流された。

## 収録曲
1. TEST DRIVE featuring JASON DERULO（7th Heaven Mix）
2. TEST DRIVE featuring JASON DERULO（Main Mix）
3. TEST DRIVE featuring JASON DERULO（Funky stepz Mix）
4. TEST DRIVE featuring JASON DERULO（static Revenger Dub）

## 日本盤ミニアルバム
『TEST DRIVE featuring JASON DERULO』（テストドライブ フィーチャリング ジェイソン デルーロ）は、赤西仁のミニアルバム。2011年12月7日にワーナーミュージック・ジャパンから発売。上記の全米シングルの曲も収録されている。

### 概要
全米シングル（上記参照）の日本盤であり、「Yellow Gold Tour 3011」で披露していた楽曲も収録されている。
当CDの初回限定盤・通常盤(初回プレス分)それぞれに封入されているシリアルコードA-(1),(2)で、2012年1月7日に横浜アリーナで行われたファンイベント「Test Drive J to Us」に応募することができた。
また、当CDの初回限定盤・通常盤(初回プレス分)封入のシリアルコードB-(1),(2)、及び、日本向け2ndシングル「Seasons」初回限定盤・通常盤(初回プレス分)封入のシリアルコードB-(3),(4)で、WEBストリーミングによる同イベントのダイジェスト映像を見られるパスワードがもれなくプレゼントされた（現在は視聴不可能）。

### 初回限定盤(CD+DVD)
1. TEST DRIVE featuring JASON DERULO（7th Heaven Mix）
2. TEST DRIVE featuring JASON DERULO（Main Mix）
3. TEST DRIVE featuring JASON DERULO（Funky stepz Mix）
4. PAPARATS
5. MY MP3

DVD
1. TEST DRIVE featuring JASON DERULO（MUSIC VIDEO）
2. TEST DRIVE featuring JASON DERULO（MAKING OF THE MUSIC VIDEO）

### 通常盤(CD)
1. TEST DRIVE featuring JASON DERULO（7th Heaven Mix）
2. TEST DRIVE featuring JASON DERULO（Main Mix）
3. TEST DRIVE featuring JASON DERULO（Static Revenger Mix Show Edit）
4. PAPARATS
5. MY MP3
6. TIPSY LOVE